# Chiesa di Santa Maria Assunta (Castelnuovo d'Elsa)

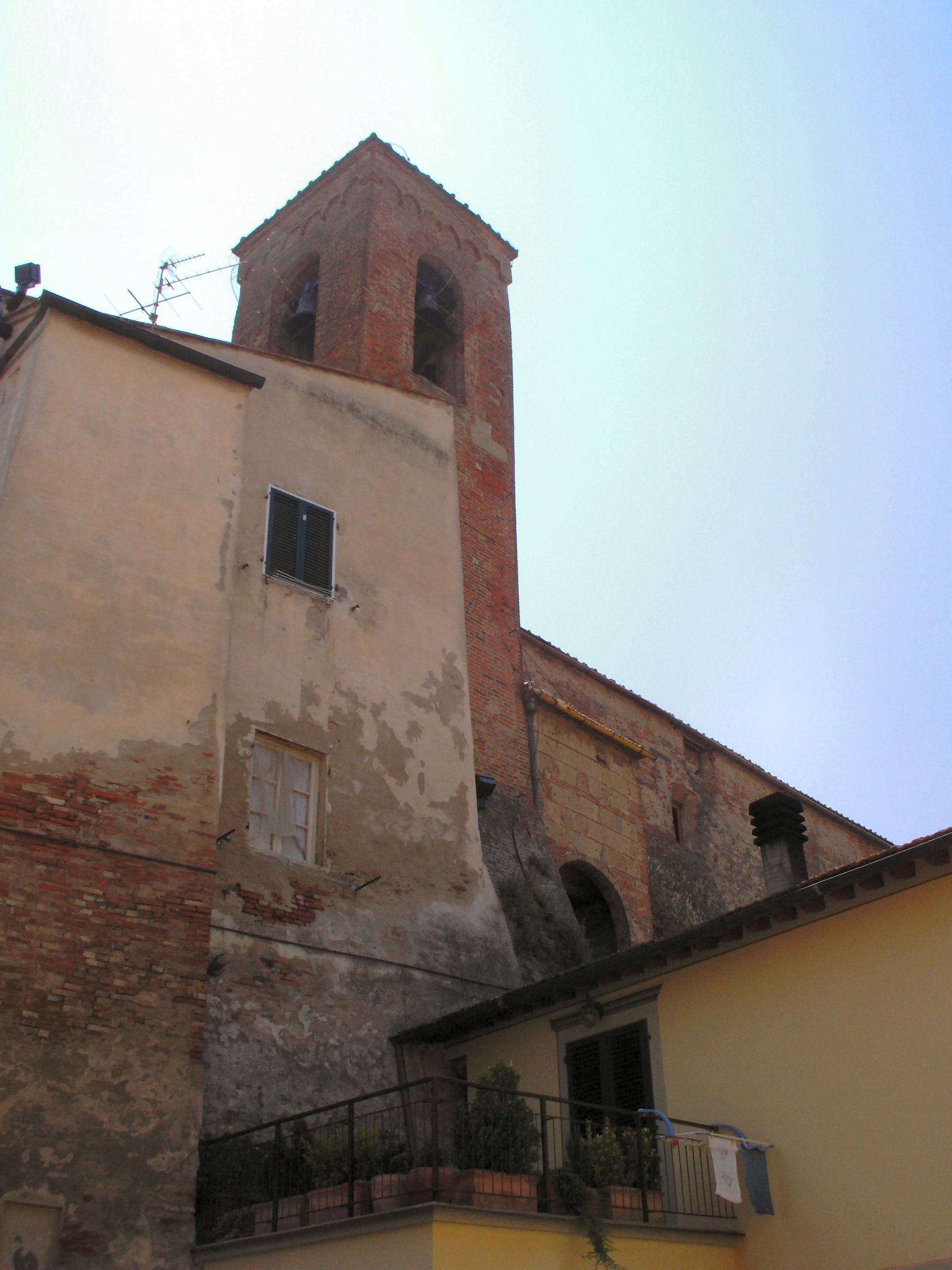
Il campanile della chiesa

La chiesa di Santa Maria Assunta è il principale luogo di culto cattolico di Castelnuovo d'Elsa, frazione del comune di Castelfiorentino, in provincia di Firenze, appartenente alla diocesi di Volterra.

## Storia
Il Castello fortificato di Castelnuovo d'Elsa già all'inizio del XII secolo viene circondato da mura, i resti delle quali sono proprio alla base del campanile della chiesa. Quest'ultima era tributaria della pieve dei Santi Pietro e Paolo a Coiano, poco distante.
Un priore della chiesa, tale Cambio, è ricordato nell'Universitas Cleri del 1266.
La chiesa è poi citata nell'elenco di decime del 1275-1276, 1296-1297 e 1302-1303
In una visita apostolica del 1576 si riporta che la Societas B.V.M. Annunciatae, la quale aveva sede proprio nella chiesa di Santa Maria Assunta, ogni mese effettuava una processione scendendo all'oratorio della Madonna della Tosse, affrescato nel XV secolo da Benozzo Gozzoli.
La chiesa ha subito pesantissimi interventi di ricostruzione nel corso del XVIII secolo: l'unico elemento significativo dell'antica struttura medievale è il campanile in laterizio coronato su tutti e quattro i lati dai caratteristici archetti pensili di derivazione lombarda, assai diffusi nella zona.

### L'Annunciazionedi Neri di Bicci
All'interno si conserva un'Annunciazione del pittore Neri di Bicci. L'opera era stata commissionata per l'altare della Compagnia della Santissima Annunziata, contigua alla chiesa. L'opera viene datata intorno alla metà del settimo decennio del XV secolo in base al confronto stilistico con altre due dipinti con analogo soggetto, entrambe di Bicci, conservate nella Compagnia di Sant'Andrea a Moscianto (1458) e a Tavarnelle Val di Pesa (oggi nella Chiesa di Santa Lucia al Borghetto, 1471): rispetto alla tavola di Moscianto, qui Neri supera gli stilemi tardogotici che ancora lo legavano allo stile del padre, mentre non ha ancora raggiunto una piena maturità stilistica come è possibile riscontrare nell'opera di Tavarnelle, dove la composizione è più ricca e articolata.